# 卓君澤
卓君澤（英語：Lindsey Cho，1989年2月25日—），台灣體育主播、新聞主播、記者，綽號「卓卓」，曾為緯來體育台、FOX體育台新聞主播、記者兼主持人，曾為TSNA體育新聞團隊執行長。

## 事業生涯
卓君澤在學生時期擔任過外拍模特兒，父母都是體育老師，她從小就對運動體育有興趣，志向是成為體育主播，後來進入緯來體育台。於2012年起，她被外界與另兩位女主播呂佳宜、簡懿佳合稱為最近一代的緯來體育台「三朵花」；而三人皆於2013年8月前離職。進入FOX體育台後的卓君澤，則不同於緯來體育台時較為正經的形象，經常在上主播台前於臉書粉絲團與網友分享搞笑影片。由於FOX體育台有轉播日本職棒，故有機會前往日本採訪台灣旅日球員，2015年西武隊舉辦台灣日，其亮麗外型被日本媒體評為「超美人主播」。
2015年8月15日，於天母棒球場為統一7-ELEVEn獅以標準投球距離18.44公尺開球，並與Uni-girls一起進行賽前舞蹈表演。2017年5月23日，名球評曾文誠宣布由卓君澤接手其創辦之TSNA專業體育新聞團隊。

## 經歷
- 緯來體育台主播（2011年8月10日-2013年6月17日）
- NOWnews今日新聞記者（2013年6月18日-2014年3月24日）
- FOX體育台客座主播（2013年10月21日-2013年10月29日）
- FOX體育台主播、記者兼主持人（2014年3月25日-2017年5月10日）[8]
- TSNA執行長（2017年5月23日-2021年12月30日）
- 台視、三立都會台《全明星運動會》主持人（2022年7月24日-2023年1月8日）[9]

## 演出作品

### 戲劇
- 大愛電視《長盤決勝》，飾演決戰球員，2018年1月播出

## 外部連結
- 卓君澤在台灣棒球維基館上的頁面（繁體中文）
- 卓君澤的Facebook專頁
- 卓君澤的Instagram帳戶